# Christian Hebbe den yngre
Christian Hebbe den yngre, född 1727, död 1795, var en grosshandlare i Stockholm och delägare i handelshuset Chr. Hebbe & söner.

## Biografi
Christian Hebbe var son till den svenska släkten Hebbes stamfader Christian Hebbe den äldre och farfar till Clemens Hebbe.

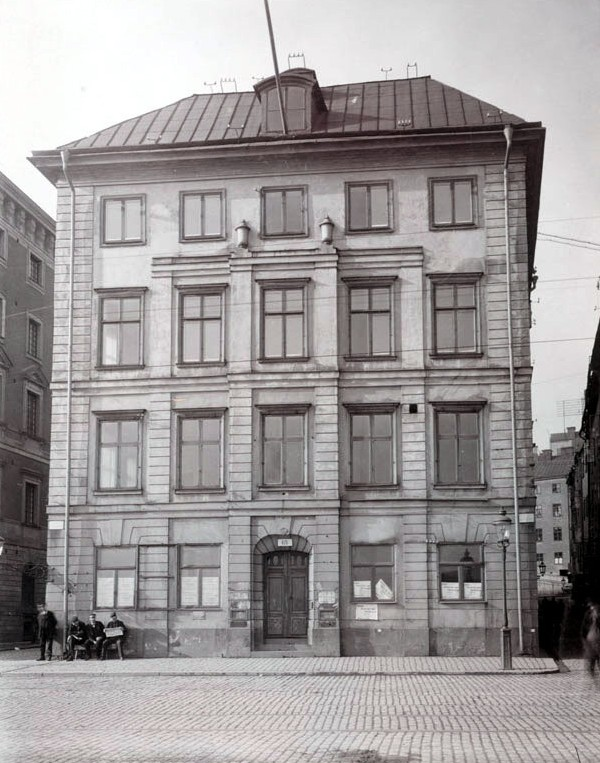
"Clason-Hebbeska huset" vid Skeppsbron 18 (numera rivet).

Hebbe började som sjuttonåring arbeta som kontorist hos brukspatronen Jean Henry Le Febure vid Stora Nygatan i Gamla stan. Några år senare lämnade han Stockholm för att resa som representant för Svenska Levantiska Compagniet till Smyrna, nuvarande Izmir i Turkiet. Här stannade han 14 år och efter hemkomsten fick han binamnet “turken”. 
Hebbe blev delägare i familjeföretaget Chr. Hebbe & söner och specialiserade sig på allt som hade med affärer i sydöstra Europa att göra. Firmans stamhus låg då i  Thuenska huset vid Skeppsbron 36 senare även kallat “Hebbeska huset”. Hebbe övertog efter faderns död 1762 tillsammans med brodern Johan Fredrik Hebbe handelshusets ena avdelning, medan brodern Simon Bernhard Hebbe ledde den andra.
Vid 1760-talet förvärvade Hebbe byggnaden vid Skeppsbron 18 (numera riven) av konsul Johan Clasons son Isak Clason, som då kallades “Clason-Hebbeska huset”.
Hebbe gifte sig den 22 oktober 1771 med konstnären Maria Palm, dotter till Asmund Palm och Eva van Bruyn.